# Birobidzsani járás

A Birobidzsani járás a Zsidó autonóm területen

A Birobidzsani járás (oroszul Биробиджанский район) Oroszország egyik járása a Zsidó autonóm területen. Székhelye Birobidzsan.

## Népesség
- 1989-ben 15 437 lakosa volt.
- 2002-ben 13 018 lakosa volt.
- 2010-ben 11 907 lakosa volt.